# Chloris halophila
Chloris halophila är en gräsart som beskrevs av Parodi. Chloris halophila ingår i släktet kvastgrässläktet, och familjen gräs. Inga underarter finns listade i Catalogue of Life.